# مليسة شبه جرداء
مليسة شبه جرداء (الاسم العلمي:Melissa subnuda) هي نوع نباتي يتبع جنس المليسة من فصيلة الشفوية.